# Nyka
Nyka je říčka 1. řádu ve střední Litvě v okrese Šakiai levý přítok Němenu. Pramení na severním okraji lesa Zyplinio miškas, 1 km východně od vsi Sutkai. Teče zpočátku 0,5 km k jihu, krátce k západu a potom již celý zbytek toku klikatě, později meandrovitě ve směru celkově severním. Většina toku spadá do regionálního parku Panemunių regioninis parkas. Jeho součástí je přírodní rezervace Nykos kraštovaizdžio draustinis. 

## Přítoky
- Levé:

| Hydrologické pořadí | Řeka      | Délka (km) | Povodí (km²) | Vzdálenost od ústí (km) | Ústí kde  | Koordináty ústí                 |
| ------------------- | --------- | ---------- | ------------ | ----------------------- | --------- | ------------------------------- |
| 10011911            | N - 1     | 6,2        | 6,2          | 8,3                     | Zeimis    | 55°0′56″ s. š., 23°19′ v. d.    |
| 10011916            | Skardupis | 1,9        | 1,3          | 4,0                     | Paužnykai | 55°2′47″ s. š., 23°18′30″ v. d. |

- Pravé:

| Hydrologické pořadí | Řeka                       | Délka (km) | Povodí (km²) | Vzdálenost od ústí (km) | Ústí kde   | Koordináty ústí                 |
| ------------------- | -------------------------- | ---------- | ------------ | ----------------------- | ---------- | ------------------------------- |
| 10011912            | Smilgupis                  | 3,0        | 3,3          | 8,1                     | Šalnynė    | 55°1′ s. š., 23°19′9″ v. d.     |
| 10011913            | Pocupis neboli Pacupis     | 3,7        | 3,3          | 7,7                     | Puidokai   | 55°1′14″ s. š., 23°19′17″ v. d. |
| 10011914            | Smilgupis neboli Smilgupys | 1,9        |              | 1,3                     | Mikniškė   | 55°1′35″ s. š., 23°19′13″ v. d. |
| 10011915            | Lukašius                   | 4,4        | 6,6          | 5,3                     | Meškelūnai | 55°2′12″ s. š., 23°19′11″ v. d. |